# エドウィン・ハリス
エドウィン・ハリス（Edwin Harris、1855年 - 1906年）はイギリスの画家である。風景画、風俗画、肖像画を描いた。コーンウォールの、漁村ニューリンに集まった画家たち、「ニューリン派」の画家の一人である。

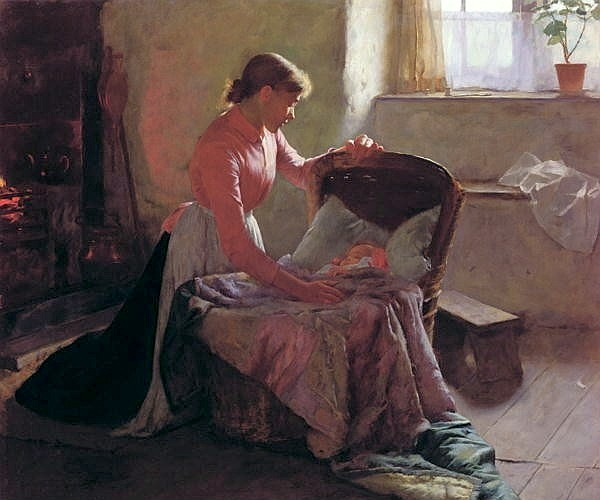
エドウィン・ハリス(作)"Sweet Dreams" (1892)

## 略歴
バーミンガムに生まれた。15歳の1870年から、バーミンガム美術学校で学び、1877年には王立バーミンガム芸術家協会（Royal Birmingham Society of Artists）の展覧会に出展した 。アントウェルペン王立芸術学院に留学しでシャルル・ヴェルラに学んだ。同じ頃、フランク・ブラムリー（1857-1915）もヴェルラに学んだ学生であった。
1880年にバーミンガムに戻った後、1881年にフランスの画家が集まっていたブルターニュのポン＝タヴァンを訪れ、コーンウォールの、漁村ニューリンを訪れた。バーミンガム時代の友人、ウォルター・ラングレーは1882年に、ニューリンに住むようになり、ハリスは1883年からニューリンに住むことにした。ハリスの後、ブラムリーを含む多くの芸術家がニューリンに住むようになり、「ニューリン派」が形成された。ハリスは12年ほどニューリンに住んだ後、1895年にニューリンからウェールズのカーディフやニューポート、ブリストルに移り肖像画家として生活した。1898年にバーミンガムに戻り、スタジオを開いた。
1885年に王立バーミンガム芸術家協会の準会員、1886年に正会員に選ばれた。

## 作品

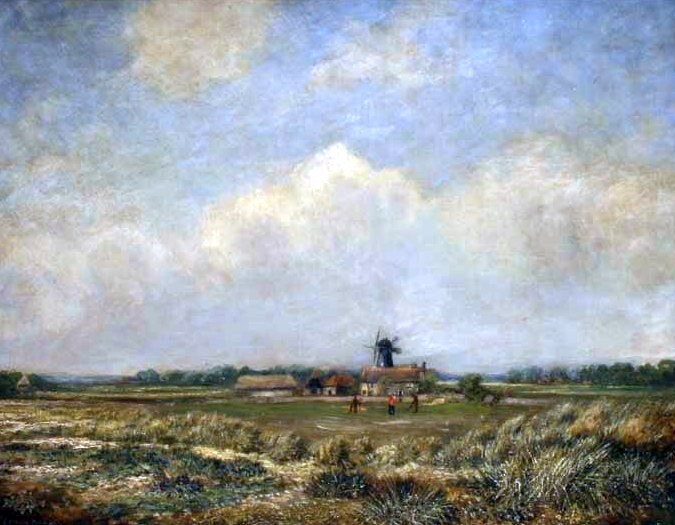
風景
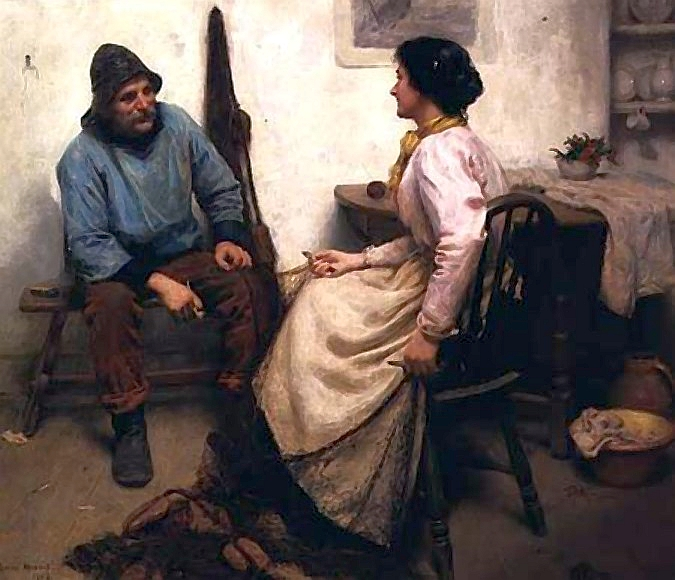
網の修理
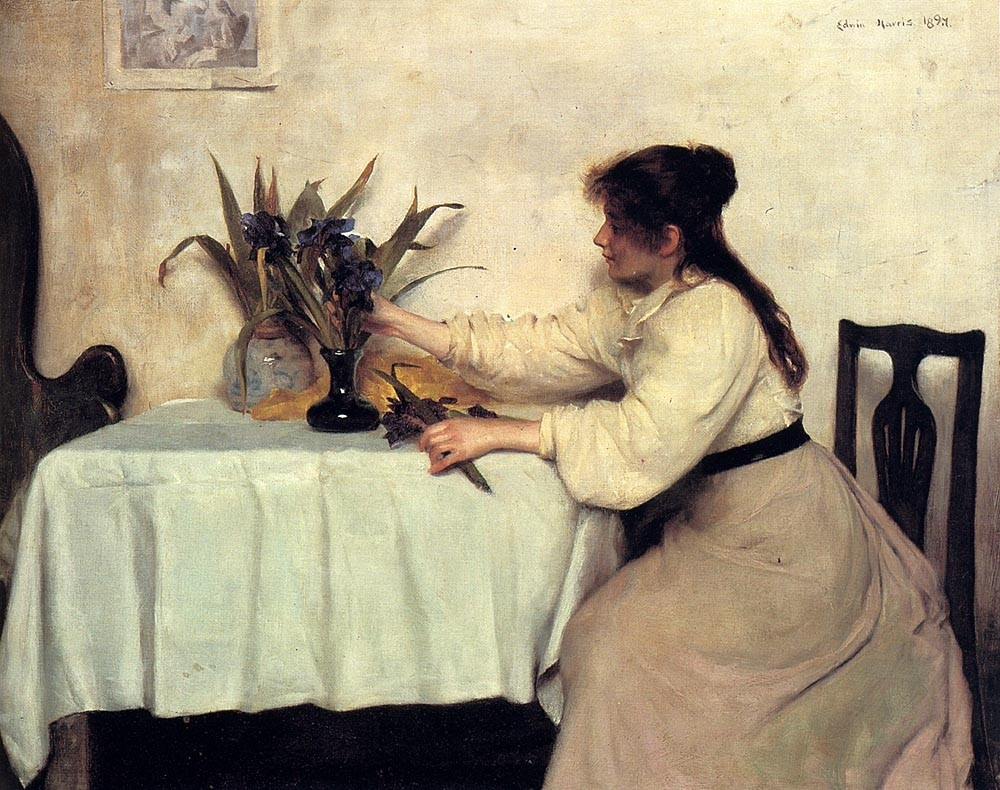
アイリスを飾る娘 (1897)

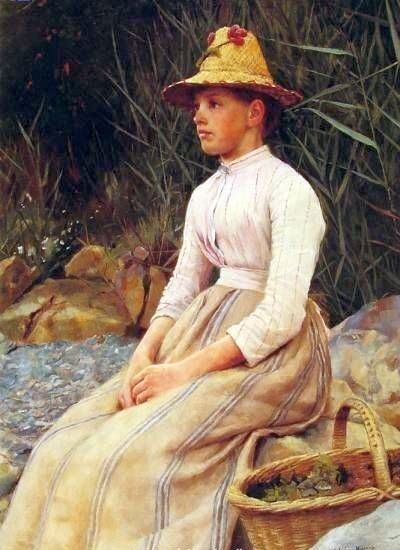
貝拾いの娘
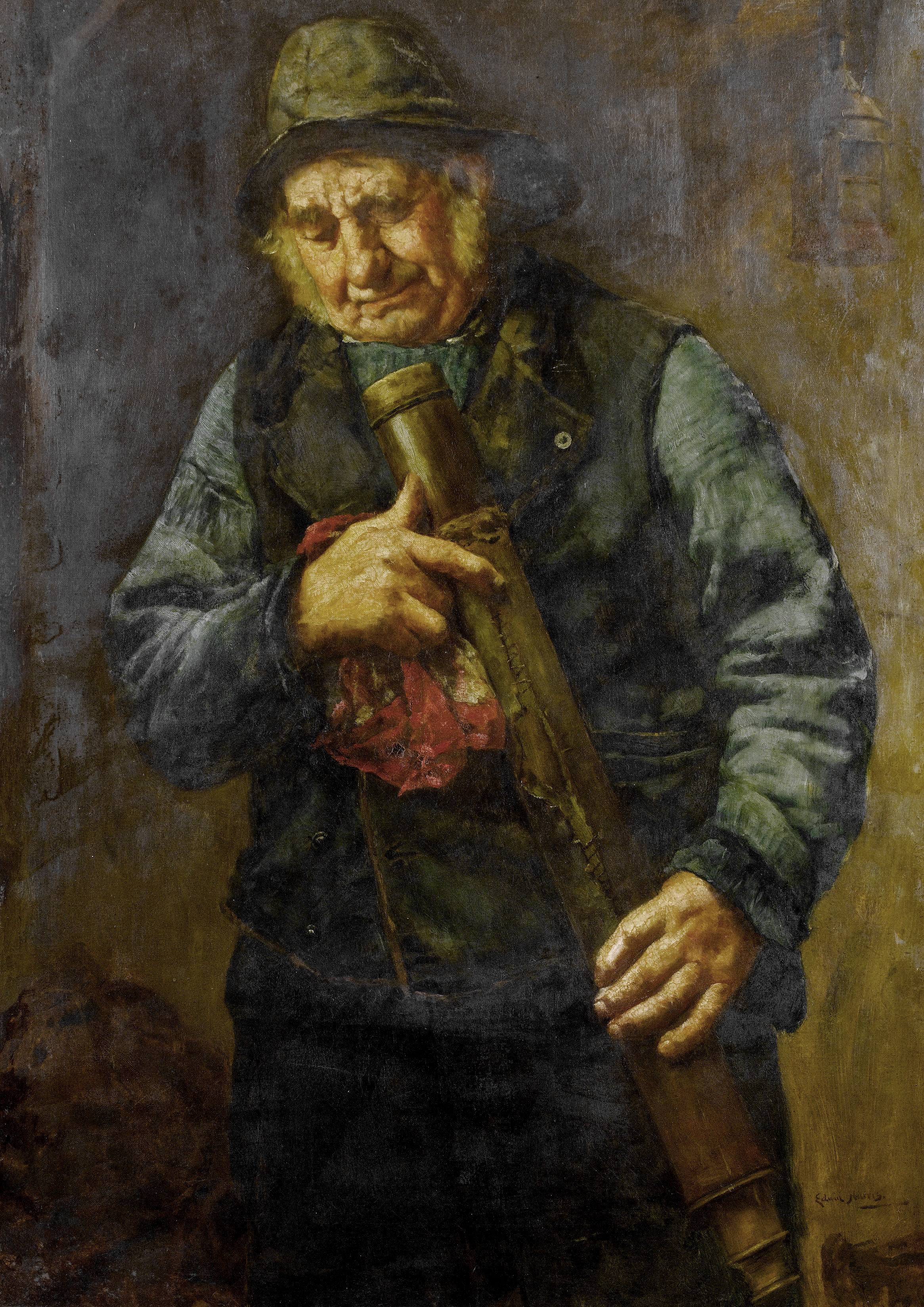
望遠鏡の検査
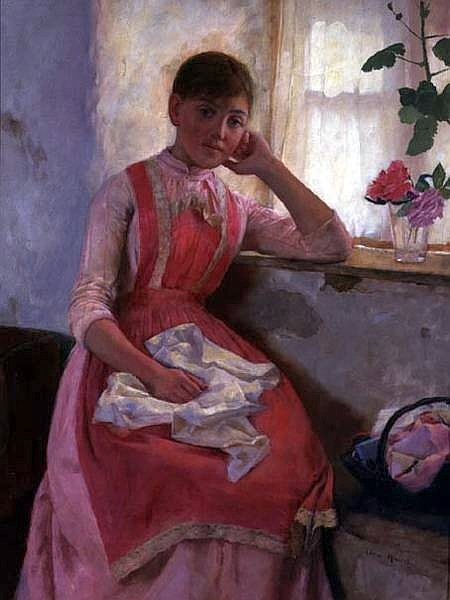
ピンクのエプロンの娘
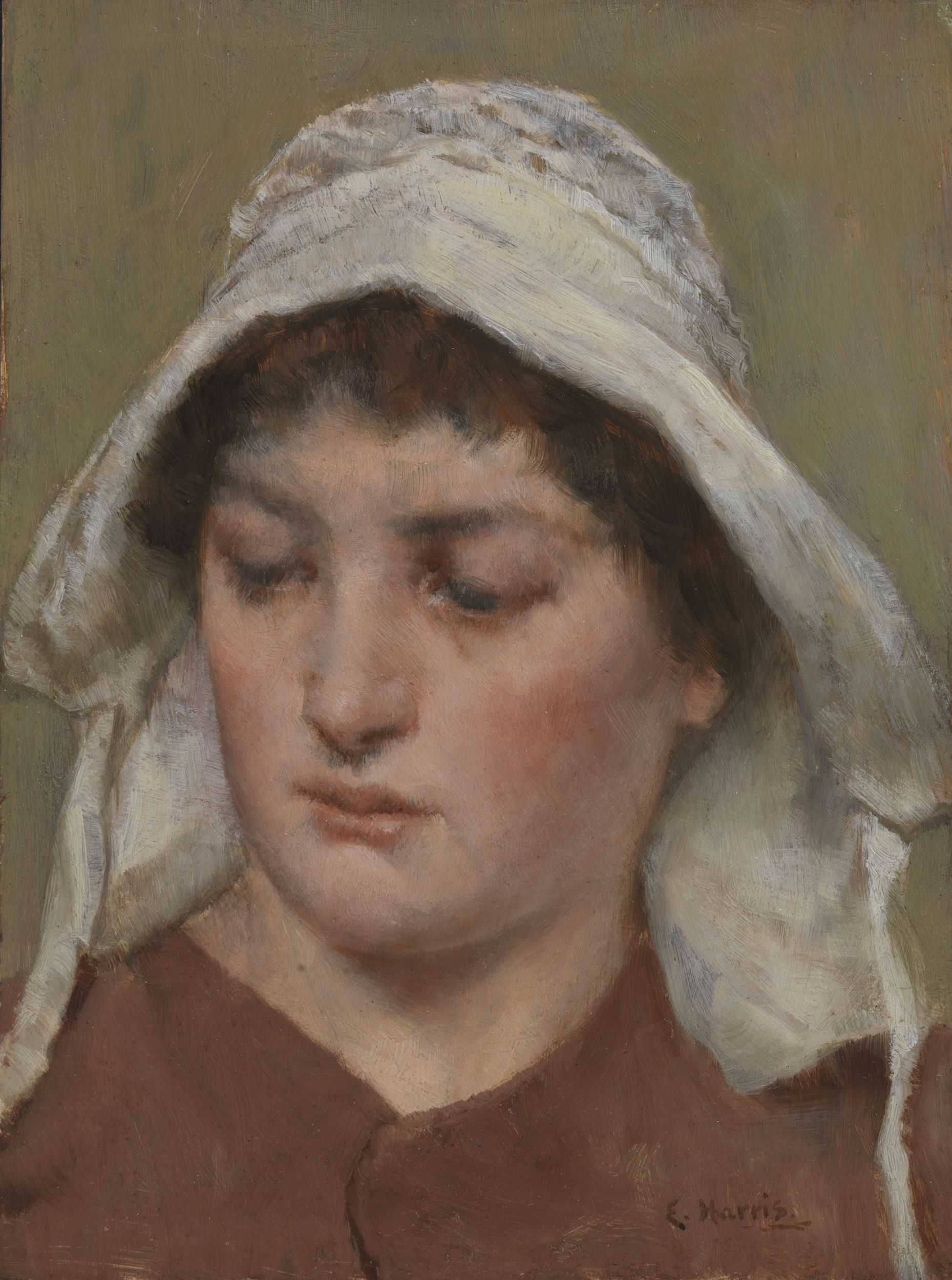